# Провінція Мімасака
Провінція Мімасака (яп. 美作国 — мімасака но куні, «країна Мімасака»; 作州 — сакусю, «провінція Мімасака») — історична провінція Японії у регіоні Тюґоку на заході острова Хонсю. Відповідає північно-східній частині сучасної префектури Окаяма.

## Короткі відомості
Провінція Мімасака була утворена 713 року, шляхом поділу провінції Бідзен. Адміністративний центр нової провінції знаходився у сучасному місті Цуяма.
У період Муроматі (1338—1573) землями Мімасаки правив рід Акамацу. Однак після битви при Секіґахара у 1600 році землі провінції перейшли до Кобаякави Хідеакі. Саме на цей час припадає діяльність Міямото Мусасі, знаменитого «фехтувальника», який походив з села Міямото провінції Мімасака.
У період Едо (1603—1867) на території Мімасаки існувало ленне володіння хан, що належало родині Морі. Однак з 1689 року, воно було передано родичам роду сьоґунів — родині Мацудайра.
У результаті адміністративних реформ 1871—1876 років, провінція Мімасака була приєднана до префектури Окаяма.

## Повіти
- Ейта 英多郡
- Кацута 勝田郡
- Куме 久米郡
- Масіма 真島郡
- Ооба 大庭郡
- Томата 苫田郡